# Гондураська затока
Гонду́раська зато́ка (ісп. Golfo de Honduras) — затока в Карибському морі, його найзахідніша частина. Довжина — 102 км, ширина — 156 км, глибина — 22-54 м, біля входу — більше 2000 м. Середня річна температура води — 27°С, солоність близько 36%. Довга коса відділяє від Гондураської затоки бухту Аматікс. У затоку впадає річка Монтагуа. Припливи змішані, до 0,7 метра. Порти: Пуерто-Кортес (Гондурас), Пуерто-Барріос і Лівінгстон (Гватемала).